# Varese Football Club 1988-1989
Questa pagina raccoglie le informazioni riguardanti il Varese Football Club nelle competizioni ufficiali della stagione 1988-1989.

## Stagione
Nella stagione 1988-1989 il Varese ha disputato il girone B del campionato di Serie C2. Con 32 punti si è piazzato in nona posizione di classifica.

## Rosa
| N. |                   | Ruolo | Calciatore            |
| -- | ----------------- | ----- | --------------------- |
|    | Italia (bandiera) | C     | Mauro Antonioli       |
|    | Italia (bandiera) | C     | Franco Conforto       |
|    | Italia (bandiera) | D     | Giovanni Cozzi        |
|    | Italia (bandiera) | D     | Fabio Bonadei         |
|    | Italia (bandiera) | P     | Claudio Fadoni        |
|    | Italia (bandiera) | C     | Alessandro Furlanetto |
|    | Italia (bandiera) | P     | Ettore Gandini        |
|    | Italia (bandiera) | A     | Andrea Landi          |
|    | Italia (bandiera) | D     | Giovanni Lopez        |
|    | Italia (bandiera) | C     | Alessandro Mazzola    |
|    | Italia (bandiera) | C     | Giuliano Melosi       |

| N. |                   | Ruolo | Calciatore          |
| -- | ----------------- | ----- | ------------------- |
|    | Italia (bandiera) | D     | Antonio Modica      |
|    | Italia (bandiera) | C     | Daniele Mordacchini |
|    | Italia (bandiera) | A     | Gaetano Paolillo    |
|    | Italia (bandiera) | A     | Riccardo Pecchi     |
|    | Italia (bandiera) | C     | Ulisse Raza         |
|    | Italia (bandiera) | D     | Fabrizio Roda       |
|    | Italia (bandiera) | D     | Stefano Serami      |
|    | Italia (bandiera) | C     | Sean Sogliano       |
|    | Italia (bandiera) | A     | Alessandro Tatti    |
|    | Italia (bandiera) | C     | Luciano Vincenzi    |

## Risultati

### Campionato

#### Girone di andata
| 11 settembre 1988 1ª giornata | Treviso | 0 – 0 | Varese |  |

| 18 settembre 1988 2ª giornata | Varese | 1 – 0 | Pergocrema |  |

| 23 settembre 1988 3ª giornata | Orceana | 1 – 1 | Varese |  |

| 2 ottobre 1988 4ª giornata | Sassuolo | 1 – 0 | Varese |  |

| 9 ottobre 1988 5ª giornata | Varese | 0 – 0 | Juventus Domo |  |

| 16 ottobre 1988 6ª giornata | Ravenna | 0 – 0 | Varese |  |

| 23 ottobre 1988 7ª giornata | Varese | 1 – 1 | Suzzara |  |

| 30 ottobre 1988 8ª giornata | Ospitaletto | 2 – 0 | Varese |  |

| 6 novembre 1988 9ª giornata | Varese | 1 – 1 | Pordenone |  |

| 13 novembre 1988 10ª giornata | Telgate | 0 – 1 | Varese |  |

| 20 novembre 1988 11ª giornata | Varese | 0 – 0 | Legnano |  |

| 27 novembre 1988 12ª giornata | Forlì | 2 – 0 | Varese |  |

| 4 dicembre 1988 13ª giornata | Varese | 1 – 1 | Giorgione |  |

| 11 dicembre 1988 14ª giornata | Varese | 0 – 2 | Novara |  |

| 18 dicembre 1988 15ª giornata | Chievo | 0 – 0 | Varese |  |

| 1º gennaio 1989 16ª giornata | Varese | 0 – 0 | Carpi |  |

| 8 gennaio 1989 17ª giornata | Pro Sesto | 1 – 1 | Varese |  |

#### Girone di ritorno
| 15 gennaio 1989 18ª giornata | Varese | 2 – 0 | Treviso |  |

| 22 gennaio 1989 19ª giornata | Pergocrema | 0 – 1 | Varese |  |

| 5 febbraio 1989 20ª giornata | Varese | 1 – 1 | Orceana |  |

| 12 febbraio 1989 21ª giornata | Varese | 3 – 1 | Sassuolo |  |

| 19 febbraio 1989 22ª giornata | Juventus Domo | 0 – 1 | Varese |  |

| 5 marzo 1989 23ª giornata | Varese | 0 – 1 | Ravenna |  |

| 12 marzo 1989 24ª giornata | Suzzara | 2 – 0 | Varese |  |

| 19 marzo 1989 25ª giornata | Varese | 1 – 0 | Ospitaletto |  |

| 25 marzo 1989 26ª giornata | Pordenone | 0 – 0 | Varese |  |

| 9 aprile 1989 27ª giornata | Varese | 1 – 3 | Telgate |  |

| 16 aprile 1989 28ª giornata | Legnano | 2 – 0 | Varese |  |

| 23 aprile 1989 29ª giornata | Varese | 0 – 0 | Forlì |  |

| 30 aprile 1989 30ª giornata | Giorgione | 0 – 0 | Varese |  |

| 4 maggio 1989 31ª giornata | Novara | 1 – 0 | Varese |  |

| 21 maggio 1989 32ª giornata | Varese | 1 – 1 | Chievo |  |

| 28 maggio 1989 33ª giornata | Carpi | 1 – 1 | Varese |  |

| 4 giugno 1989 34ª giornata | Varese | 1 – 1 | Pro Sesto |  |